# (7970) Lichtenberg
(7970) Lichtenberg ist ein Asteroid des mittleren Hauptgürtels, der am 24. September 1960 von dem niederländischen Astronomenehepaar Cornelis Johannes van Houten und Ingrid van Houten-Groeneveld entdeckt wurde. Die Entdeckung geschah im Rahmen des Palomar-Leiden-Surveys, bei dem von Tom Gehrels mit dem 120-cm-Oschin-Schmidt-Teleskop des Palomar-Observatoriums aufgenommene Feldplatten an der Universität Leiden durchmustert wurden.
Der mittlere Durchmesser des Asteroiden wurde mit 6,171 (±0,922) km berechnet, die Albedo mit 0,117 (±0,062).
(7970) Lichtenberg wurde am 8. Dezember 1998 nach Georg Christoph Lichtenberg (1742–1799) benannt, dem ersten deutschen Professor für Experimentalphysik. Lichtenberg gilt als Begründer des deutschsprachigen Aphorismus. Der Vorschlag zur Benennung erfolgte vom Frankfurter Kernphysiker Karl-Ontjes Groeneveld, der ein Bruder von Ingrid van Houten-Groeneveld ist. Nach Karl-Ontjes Groeneveld wurde der Asteroid des mittleren Hauptgürtels (2125) Karl-Ontjes benannt. Schon 1935 war ein Mondkrater der nordwestlichen Mondvorderseite nach Lichtenberg benannt worden: Mondkrater Lichtenberg.